# Тарлан Ахмедов
Тарлан Ахмедов (азерб. Tərlan Əhmədov, нар. 17 листопада 1971, Баку) — колишній радянський та азербайджанський футболіст, що грав на позиції захисника. Після завершення ігрової кар'єри став тренером.
Насамперед відомий виступами за клуб «Нефтчі», а також національну збірну Азербайджану.

## Клубна кар'єра
У дорослому футболі дебютував 1989 року виступами за бакинський «Терміст», проте майже відразу перейшов в «Нефтчі», де і виступав до моменту розпаду СРСР.
Згодом недовго виступав за «Туран» та російський «Терек», після чого став основним захисником «Карабаху», якому допоміг виграти кубок Азербайджану, після чого 1997 року транзитом через російське «Анжі» повернувся в «Нефтчі». Цього разу відіграв за бакинську команду наступні три сезони своєї ігрової кар'єри.
2000 року перейшов в воронезький «Факел», де вже грав його співвітчизник Гурбан Гурбанов. Однак справи в новому клубі не склалися і по ходу сезону Ахмедов покинув клуб. 
Сезон 2000/01 провів у «Нефтчі». 18 жовтня 2001 року був відрахований з «Нефтчі» через конфлікт з головним тренером команди Казбеком Туєвим. Незабаром став виступати за клуб «Шафа». 
Не маючи можливості в сезоні 2002/03 грати на батьківщині, прийняв запрошення іранської команди вищої ліги «Естеглал». 
Влітку 2003 року перейшов у луцьку «Волинь», де за сезон відіграв 22 матчі у вищій лізі України. Партнерами Ахмедова в новому клубі були його співвітчизники Камал Гулієв та Фаррух Ісмайлов. 
Влітку 2004 року, після закінчення контракту з «Волинню», повернувся в Азербайджан, в клуб «Карабах-Азерсун». 
В 2004—2006 роках грав за «Карван» (Євлах). Допоміг клубу двічі займати призове місце в чемпіонаті Азербайджану. 
В 2006—2009 грав за клуб азербайджанської прем'єр-ліги «Олімпік-Шувалан», був капітаном команди. 
2009 року вирішив завершити кар'єру футболіста, приступивши при цьому до тренерської діяльності.

## Виступи за збірну
19 вересня 1992 року дебютував в офіційних матчах у складі національної збірної Азербайджану у самому першому матчі збірної, у грі проти збірної Грузії в Гурджаані. 
Останній раз у складі збірної зіграв 7 вересня 2005 року в Баку в відбірковому матчі чемпіонату світу з командою Австрії. Неодноразово призначався капітаном збірної.
Протягом кар'єри у національній команді, яка тривала 14 років, провів у формі головної команди країни 73 матчі.

## Тренерська робота
2008 року, будучи ще діючим гравцем, отримав тренерську ліцензію категорії «В». 
З червня 2009 року працював помічником головного тренера клубу «Хазар-Ленкорань» Агасаліма Мірджавадова. Після закінчення сезону 2009/10 покинув клуб за сімейними обставинами.  
З 2011 року — помічник Беюкаги Гаджієва, головного тренера в клубі «Нефтчі» (Баку). 2013 року, після відставки Гаджієва, також залишив бакинську команду.
Перший досвід самостійної тренерської роботи отримав 2014 року, очоливши тренерський штаб клубу АЗАЛ. Робота з цією командю була в цілому успішною, тому невдовзі після відставки у травні 2017 року отримав пропозицію стати головним тренером «Нефтчі» (Баку). Після третього місця команди у чемпіонаті країни 2017/18 у травні 2018 року був звільнений.

## Титули і досягнення

### Особисті
- Футболіст року в Азербайджані: 1999 (за версією газети «Футбол +»[10])

### Командні
- Срібний призер чемпіонату Азербайджану: 1993/94 (у складі «Карабаху»), 2005/06 (у складі «Карван»), 2007/08 (у складі «Олімпіка»)
- Бронзовий призер чемпіонату Азербайджану: 1992 (у складі«Турана»), 1998/99, 1999/2000 (у складі «Нефтчі»), 2004/05 (у складі «Карван»)
- Володар Кубка Азербайджану: 1993 (у складі «Карабаху»).
- Володар Суперкубка Азербайджану: 1994 (у складі «Карабаху»).
- Чемпіон Європи (U-18): 1990